# Kurdisztán tartomány
Kurdisztán tartomány (perzsául استان کردستان [Ostân-e Kordestân]) Irán 31 tartományának egyike az ország nyugati részén. Északon Nyugat-Azerbajdzsán tartomány, északkeleten Zandzsán, délkeleten Hamadán, délen Kermánsáh tartomány, nyugaton pedig az Irakban fekvő Szulejmánijja kormányzóság határolja. Székhelye Szanandadzs városa. Területe 29 137 km², lakossága 1 416 334 fő.

## Közigazgatási beosztás
Kurdisztán tartomány 2021 novemberi állás szerint 10 megyére (sahrasztán) oszlik. Ezek: 
| Kurdisztán tartomány megyéinek térképe | - Báne - Bidzsár - Dehgolán - Divándare - Kámjárán - Korve - Mariván - Szakkez - Szanandadzs - Szarvábád |

## Legnagyobb települések
| #   | Város       | Megye       | Népesség (fő, 2016) |
| --- | ----------- | ----------- | ------------------- |
| 1.  | Szanandadzs | Szanandadzs | 412 767             |
| 2.  | Szakkez     | Szakkez     | 165 258             |
| 3.  | Mariván     | Mariván     | 136 654             |
| 4.  | Báne        | Báne        | 110 218             |
| 5.  | Korve       | Korve       | 78 276              |
| 6.  | Kámjárán    | Kámjárán    | 57 077              |
| 7.  | Bidzsár     | Bidzsár     | 50 014              |
| 8.  | Divándare   | Divándare   | 34 007              |
| 9.  | Dehgolán    | Dehgolán    | 25 992              |
| 10. | Kani Dinar  | Mariván     | 13 059              |

## Fordítás
Ez a szócikk részben vagy egészben  a(z)   استان‌های ایران című perzsa Wikipédia-szócikk ezen változatának fordításán alapul.  Az eredeti cikk szerkesztőit annak laptörténete sorolja fel. Ez a jelzés csupán a megfogalmazás eredetét és a szerzői jogokat jelzi, nem szolgál a cikkben szereplő információk forrásmegjelöléseként.